# Calle de la Farmacia
La calle de la Farmacia, antaño calle de San Juan, es una vía pública de la ciudad española de Madrid, situada en el barrio de Justicia, distrito Centro. Se trata de una de las múltiples vías paralelas que unen las calles de Fuencarral y Hortaleza.

## Historia

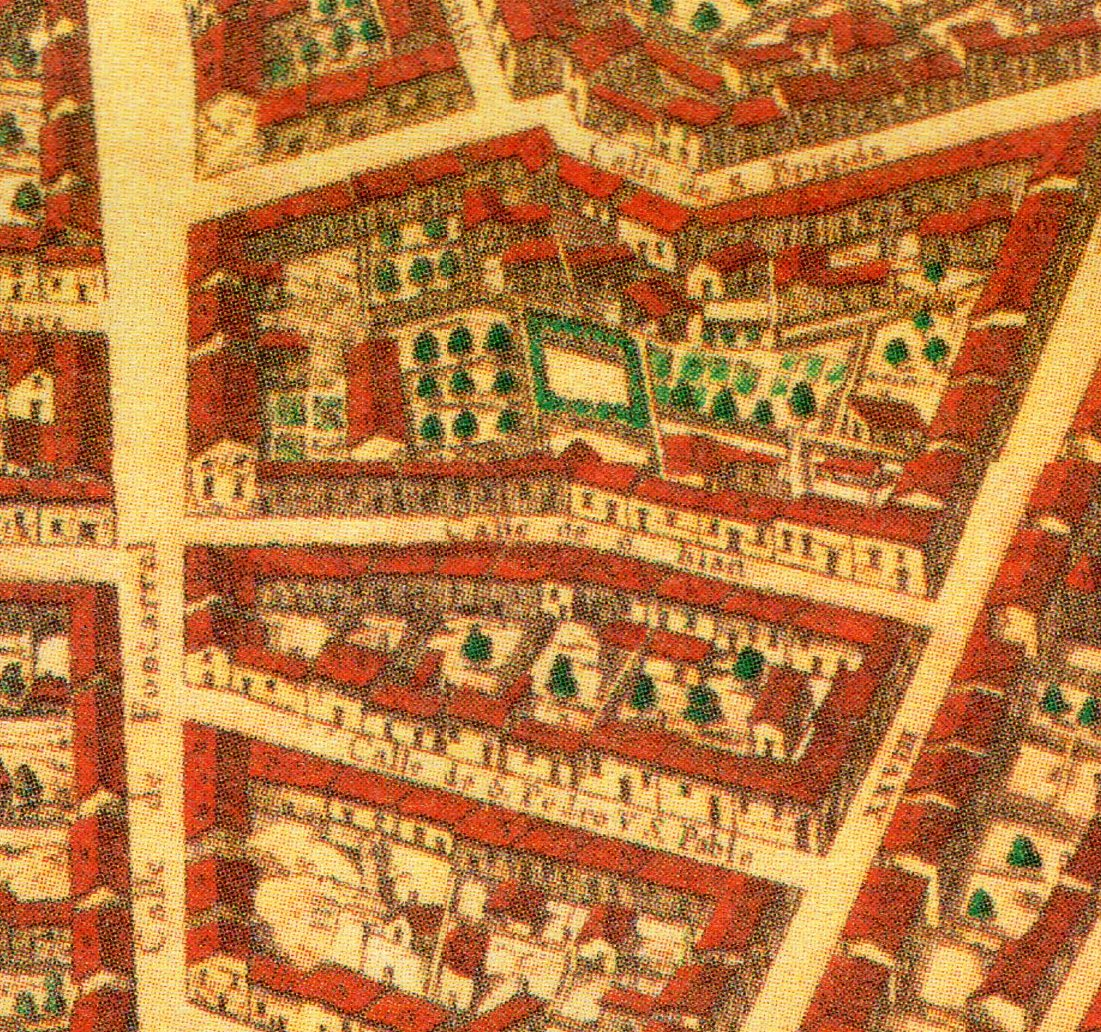
Calle de la Farmacia —por aquel entonces «de San Juan»— en el plano de Texeira (1656).

La calle, que discurre en dirección oeste-este, comienza en la calle de Fuencarral y termina en la de Hortaleza. Paralela a la calle de Hernán Cortés, se encuentra inmediatamente al norte de esta.
En los terrenos ocupados por la vía se encontraban antiguamente los montes de Fuencarral y Hortaleza, una zona arbolada y agreste que se habría desbrozado en tiempos de Felipe II para la ampliación de la capital. Según Peñasco de la Puente y Cambronero, antaño se llamó calle de San Juan, nombre con el que figuraba tanto en el plano de Texeira de 1656 como en el de Antonio Espinosa de los Monteros de 1759. También habría recibido la denominación de «de San Juan Bautista». Su nombre actual se debe a que en ella se encontraban los estudios de Farmacia en Madrid. En 1889 se conservaban antecedentes de construcciones particulares desde 1754.
Mientras existió el Protomedicato creado por los Reyes Católicos, que fue abolido por Carlos IV, las facultades de Medicina y Farmacia estuvieron unidas. Sin embargo, en 1736 se crearía el Colegio de Boticarios, estableciéndose primero los estudios de farmacia en un edificio frente al Colegio de San Carlos, más tarde en el convento del Carmen Descalzo (parroquia de San José), luego en una casa de la calle del Barco y, a mediados del siglo xix, en un edificio en esta calle, construido de nueva planta. Albergó la Facultad de Farmacia de la Universidad de Madrid hasta el traslado en 1944 de esta al campus de la Ciudad Universitaria, pasando entonces a albergar la sede de la Real Academia Nacional de Farmacia.

## Referencias

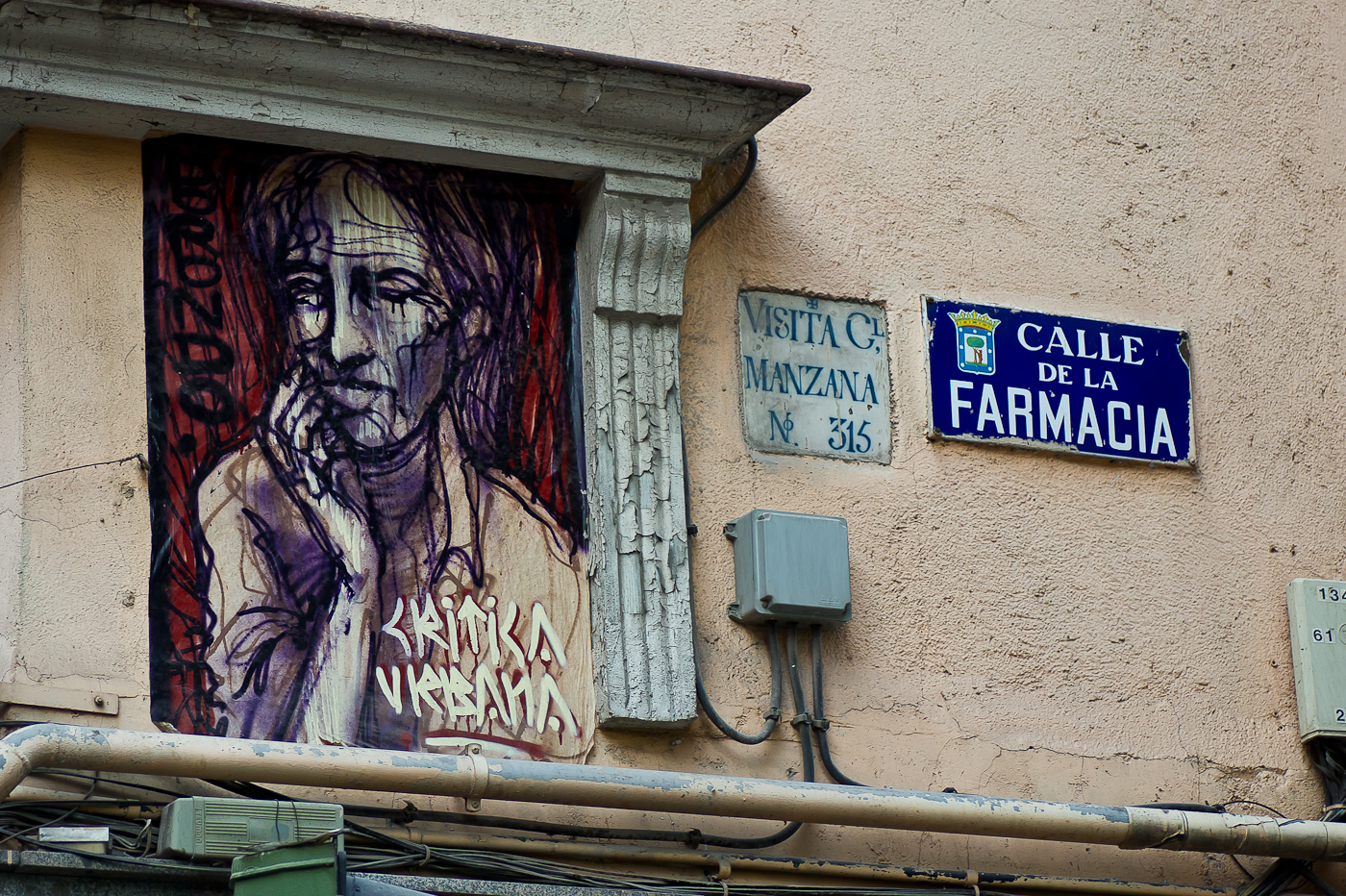
Grafiti en una fachada, junto al azulejo con la clave «Visita Casa / Manzana nº» de la Visita General de 1749, y el rótulo de la calle.